# Arrondissement de Môle-Saint-Nicolas
L’Arrondissement de Môle-Saint-Nicolas est un arrondissement d'Haïti, subdivision du département du Nord-Ouest. Il a été créé autour de la ville de Môle-Saint-Nicolas qui est aujourd'hui son chef-lieu. Il était peuplé par 223 340 habitants en 2009.
L'arrondissement regroupe quatre communes :
- Môle-Saint-Nicolas ;
- Baie-de-Henne ;
- Bombardopolis ;
- Jean-Rabel.